# Street Law
Street Law (oorspronkelijke titel Il Cittadino Si Ribella) is een Italiaanse thriller.

## Plot
Wanneer Carlo Antonelli, een ingenieur uit Genua, het slachtoffer wordt van een overval, besluit hij het recht in eigen hand te nemen en zijn overvaller aan te pakken. In het beginstadium lijkt hij nauwelijks partij voor de criminelen, tot dat hij de hulp krijgt van Tommy, een jonge crimineel die besluit Carlo te helpen

## Rolverdeling
| Acteur             | Personage            |
| ------------------ | -------------------- |
| Franco Nero        | Ing. Carlo Antonelli |
| Barbara Bach       | Barbara              |
| Giancarlo Prete    | Tommy                |
| Massimo Vanni      |                      |
| Romano Puppo       |                      |
| Renzo Palmer       |                      |
| Franco Borelli     |                      |
| Nazzareno Zamperla |                      |
| Renata Zamengo     |                      |